# Paulo Ramos (ator)
Paulo Ramos (São Paulo, 7 de novembro de 1948) é um figurinista, cenógrafo, artista plástico e ex-ator brasileiro. Em 1985 deixou a carreira na atuação para se dedicar aos bastidores, retornando apenas em 1998 e 1999.

## Carreira
Paulo participou como ator em 25 novelas entre  Rede Globo, Rede Manchete, Rede Tupi e SBT e em média de 24 trabalhos no teatro. Mais tarde, deixou a carreira na atuação para se especializar atrás dos palcos trabalhando com figurino e cenografia.
Paulo fundou no Ceará a Associação Comercial e Industrial (ACIP).

## Filmografia[1]

### Televisão
| Ano  | Título                  | Personagem        | Notas                             |
| ---- | ----------------------- | ----------------- | --------------------------------- |
| 1971 | Hospital                | Paulo             |                                   |
| 1972 | Uma Rosa com Amor       | Haddad            |                                   |
| 1972 | O Bofe                  | Advogado          | [ 2 ]                             |
| 1973 | O Bem-Amado             | Gerson Novais     |                                   |
| 1973 | O Semideus              | Renato            |                                   |
| 1973 | Caso Especial           | —                 | Episódio: "O Capote"              |
| 1975 | Senhora                 | Eduardo Abreu     |                                   |
| 1975 | Escalada                | Gastão            |                                   |
| 1976 | O Feijão e o Sonho      | David             |                                   |
| 1977 | Nina                    | Afrânio           |                                   |
| 1978 | Gina                    | Osório            |                                   |
| 1980 | Água Viva               | Rodrigo Stromboli | [ 3 ]                             |
| 1981 | Ciranda de Pedra        | Rogério           |                                   |
| 1982 | Quem Ama não Mata       | Davi              |                                   |
| 1982 | Caso Verdade            | Oftalmologista    | Episódio: "O Menino do Olho Azul" |
| 1983 | A Ponte do Amor         | Leonardo          |                                   |
| 1983 | Eu Prometo              | Psiquiatra        | Participação Especial             |
| 1984 | Santa Marta Fabril S.A. | Cláudio           |                                   |
| 1985 | Antônio Maria           | Heitor de Lima    |                                   |
| 1998 | Brida                   | Christian         | [ 4 ]                             |

### Cinema
| Ano  | Título                            | Personagem     | Notas                         |
| ---- | --------------------------------- | -------------- | ----------------------------- |
| 1967 | A Margem                          | —              |                               |
| 1969 | O Cangaceiro Sanguinário          | —              |                               |
| 1972 | Guru das Sete Cidades             | Beto           |                               |
| 1973 | Como É Boa Nossa Empregada        | Renatinho      | Segmento: "O Melhor da Festa" |
| 1978 | A Dama do Lotação                 | —              |                               |
| 1979 | O Cinderelo Trapalhão             | Davi           |                               |
| 1979 | Eu Matei Lúcio Flávio             | Lúcio Flávio   |                               |
| 1979 | Essas Deliciosas Mulheres         | Jorge          |                               |
| 1980 | A Força dos Sentidos              | Flávio         |                               |
| 1980 | O Incrível Monstro Trapalhão      | Carlos Alberto |                               |
| 1981 | A Mulher Sensual                  | Rico           |                               |
| 1982 | Os Trapalhões na Serra Pelada     | Tenente Carlos |                               |
| 1982 | Pecado Horizontal                 | Marcos         |                               |
| 1984 | Estranho Desejo                   | Michel         |                               |
| 1986 | Com Licença, Eu Vou à Luta        | —              |                               |
| 1999 | Rondon, o Último dos Bandeirantes | Narrador       | Documentário                  |